# Шостаков, Герасим Алексеевич
Герасим Алексеевич Шостаков (урожд. Шостак) (1756—1837) — российский военачальник эпохи наполеоновских войн, генерал-майор Русской императорской армии.

## Биография
Герасим Шостаков родился в 1756 году; согласно архивам происходил из «шляхетства Черниговской губернии». Первоначально родился с фамилией Шостак, позднее сменил на Шостаков.
25 апреля 1775 года начал службу в нижнем чине в Ахтырском гусарском полку. Сражался войне с турками (в частности при штурме Очакова и Килии). Принимал участие в Русско-польской войне (1792) и подавлении восстания Костюшко (1794) за что был пожалован в ротмистры.
С 3 октября 1800 года по июль 1801 года — отставной подполковник.
28 июля 1803 года Шостаков из Ахтырского полка переведён в Елисаветградский гусарский, 12 декабря 1808 года произведён в полковники, а 8 марта 1810 года назначен командиром полка.

Принимал участие в Отечественной войне 1812 года и заграничном походе русской армии. 15 сентября Шостаков произведён в генерал-майоры, 14 марта 1814 года награждён орденом Святого Георгия 3-го класса 
за отличное мужество и храбрость, оказанные в сражении против французских войск 14 марта при Сент-Дизье.
6 мая 1814 года Шостаков назначен шефом Елисаветградского гусарского полка, а в сентябре 1814 года командиром 2-й бригады 2-й гусарской дивизии.
В отставке с 30 декабря 1833 года. Герасим Алексеевич Шостаков умер в 1837 году.